# Zacisze (Wrocław)
Zacisze (niem. Wilhelmsruhe - dosł. cisza, spoczynek, spokój Wilhelma) – osiedle willowe we Wrocławiu, administracyjnie na osiedlu Zacisze-Zalesie-Szczytniki, w północno-zachodniej części byłej dzielnicy Śródmieście. Położone na Wielkiej Wyspie, w widłach Kanału Powodziowego i Starej Odry. Graniczy z Zalesiem i Szczytnikami.
Przy południowym wjeździe do osiedla znajduje się kościół Matki Boskiej Częstochowskiej, przebudowany z klasycystycznego dworku. Najstarsze zachowane wille na Zaciszu pochodzą z przełomu XIX i XX w.
Nazwa „Zacisze” została zaproponowana  przez prof. Witolda Taszyckiego w 1945 roku.
Historyczny układ osiedla (między ulicami Różyckiego, Chopina oraz Starą Odrą i Kanałem Powodziowym) został wpisany do gminnej ewidencji zabytków.